# Cornil
 Cornil  (en occitano Cornilh) es una comuna y población de Francia, en la región de Lemosín, departamento de Corrèze, en el distrito de Tulle y cantón de Tulle Campagne Sur.
Su población en el censo de 2008 era de 1395 habitantes.
Está integrada en la Communauté de communes Tulle et Coeur de Corrèze.

## Demografía
| 1568 | 1564 | 1532 | 1515 | 1423 | 1363 |
| Para los censos de 1962 a 1999 la población legal corresponde a la población sin duplicidades (Fuente: INSEE [Consultar]) |      |      |      |      |      |